# Onthophagus kumbaingeri
Onthophagus kumbaingeri là một loài bọ cánh cứng trong họ Bọ hung (Scarabaeidae).